# Medium – Nichts bleibt verborgen/Episodenliste

Logo zur Serie

Diese Episodenliste enthält alle Episoden der US-amerikanischen Fernsehserie Medium – Nichts bleibt verborgen, sortiert nach der US-amerikanischen Erstausstrahlung. Zwischen 2004 und 2010 entstanden in sieben Staffeln 130 Episoden mit einer Länge von jeweils etwa 45 Minuten.

## Übersicht
| Staffel | Episodenanzahl | Erstausstrahlung USA | Erstausstrahlung USA | Deutschsprachige Erstausstrahlung | Deutschsprachige Erstausstrahlung |
| Staffel | Episodenanzahl | Staffelpremiere      | Staffelfinale        | Staffelpremiere                   | Staffelfinale                     |
| ------- | -------------- | -------------------- | -------------------- | --------------------------------- | --------------------------------- |
| 1       | 16             | 3. Januar 2005       | 23. Mai 2005         | 4. Oktober 2005                   | 10. Januar 2006                   |
| 2       | 22             | 19. September 2005   | 22. Mai 2006         | 26. September 2006                | 20. Februar 2007                  |
| 3       | 22             | 15. November 2006    | 16. Mai 2007         | 11. September 2007                | 12. Februar 2008                  |
| 4       | 16             | 7. Januar 2008       | 14. Mai 2008         | 16. September 2008                | 24. Februar 2009                  |
| 5       | 19             | 2. Februar 2009      | 1. Juni 2009         | 1. September 2009                 | 5. Januar 2010                    |
| 6       | 22             | 25. September 2009   | 21. Mai 2010         | 18. August 2010                   | 27. Oktober 2010                  |
| 7       | 13             | 24. September 2010   | 21. Januar 2011      | 22. Juni 2011                     | 14. September 2011                |

## Staffel 1
Die Erstausstrahlung der ersten Staffel war vom 3. Januar 2005 bis zum 23. Mai 2005 auf dem US-amerikanischen Sender NBC zu sehen. Die deutschsprachige Erstausstrahlung sendete der deutsche Pay-TV-Sender Premiere vom 4. Oktober 2005 bis zum 10. Januar 2006. Außerdem sendete der deutsche Free-TV-Sender Kabel eins die Staffel vom 15. März 2006 bis zum 13. April 2007.
| Nr. (ges.) | Nr. (St.) | Deutscher Titel             | Originaltitel                                                  | Erstausstrahlung USA | Deutschsprachige Erstausstrahlung (D) | Regie              | Drehbuch                            |
| --- | --------- | --------------------------- | -------------------------------------------------------------- | -------------------- | ------------------------------------- | ------------------ | ----------------------------------- |
| 1 | 1         | Anwältin der Toten          | Pilot                                                          | 3. Jan. 2005         | 4. Okt. 2005                          | Glenn Gordon Caron | Glenn Gordon Caron                  |
| Allison, Mutter von drei Kindern und verheiratet mit einem Ingenieur, hat eine ganz besondere Fähigkeit: Sie kann mit toten Menschen in Kontakt treten und in ihren Träumen in die Zukunft sehen. Als sie ihre Begabung dem Bezirksstaatsanwalt anbietet, um ihm bei der Aufklärung von ungelösten Verbrechen zu helfen, reagiert dieser zunächst mit Skepsis. |           |                             |                                                                |                      |                                       |                    |                                     |
| 2 | 2         | Vision und Wahrheit         | Suspicions and Certainties                                     | 10. Jan. 2005        | 4. Okt. 2005                          | Vincent Misiano    | Glenn Gordon Caron                  |
| Allison zweifelt an ihren Fähigkeiten: Hat sie einen unschuldigen Mann in den Tod geschickt? Staatsanwalt Manuel Devalos hatte sie gebeten, die passenden Geschworenen für ein Gerichtsverfahren auszuwählen, in dem einem Mörder und Leichenschänder der Prozess gemacht wird.                                                                                |           |                             |                                                                |                      |                                       |                    |                                     |
| 3 | 3         | Schnappschüsse im Jenseits  | A Couple of Choices                                            | 17. Jan. 2005        | 11. Okt. 2005                         | Jeff Bleckner      | Michael Angeli & Glenn Gordon Caron |
| Allison träumt von einem Ehepaar, das sich gegenseitig umbringt. Kurz danach wird sie einem Kriminalbeamten vorgestellt, dessen Schwester und ihr Mann sich auf diese Weise umgebracht haben. |           |                             |                                                                |                      |                                       |                    |                                     |
| 4 | 4         | Die Nacht des Wolfes        | Night of the Wolf                                              | 24. Jan. 2005        | 18. Okt. 2005                         | Artie Mandelberg   | René Echevarria                     |
| Allison bekommt zufällig mit, wie ein Verdächtiger ein falsches Geständnis ablegt. Doch Manuel Devalos schenkt er ihr keinen Glauben, dass der wahre Täter noch immer frei herumläuft. Außerdem verfolgt sie in ihrem Träumen ein Wolf. |           |                             |                                                                |                      |                                       |                    |                                     |
| 5 | 5         | Die Kunst des Schweigens    | In Sickness and Adultery                                       | 31. Jan. 2005        | 25. Okt. 2005                         | Aaron Lipstadt     | Michael Angeli                      |
| Allison ist frustriert: trotz ihrer übersinnlichen Begabung kann sie ihrem kranken Mann nicht helfen. Sie sucht Trost bei einem anderen Medium, Catherine, das ihre Sorgen dämpft. |           |                             |                                                                |                      |                                       |                    |                                     |
| 6 | 6         | Schneller als der Teufel    | Coming Soon                                                    | 7. Feb. 2005         | 1. Nov. 2005                          | Vincent Misiano    | Moira Kirland                       |
| Allison ist überzeugt davon, den abscheulichen Serienkiller aus ihren Träumen in dem Büro von Staatsanwalt Manuel Devalos gesehen zu haben. Bei ihrem Versuch, seine Schuld zu beweisen, stößt sie auf eines seiner zukünftigen Opfer: Sharona. |           |                             |                                                                |                      |                                       |                    |                                     |
| 7 | 7         | Chronik eines Selbstmordes  | Jump Start                                                     | 14. Feb. 2005        | 8. Nov. 2005                          | Artie Mandelberg   | Melinda Hsu                         |
| Durch einen Traum geleitet, stößt Allison auf den leblosen Körper einer jungen Frau, die offenbar Selbstmord begangen hat. Doch Allison zweifelt an dieser Theorie. |           |                             |                                                                |                      |                                       |                    |                                     |
| 8 | 8         | Lucky                       | Lucky                                                          | 21. Feb. 2005        | 15. Nov. 2005                         | Peter Werner       | David Folwell                       |
| Allison träumt, dass ihr Bruder Michael, der für die U.S. Army in Afghanistan dient, getötet wird. Zudem wird sie durch einen Brandstiftungsprozess gestresst, in dem ein junges Frau mehr weiß, als sie bereit ist auszusagen. |           |                             |                                                                |                      |                                       |                    |                                     |
| 9 | 9         | Im Reich des Drachens       | Coded                                                          | 28. Feb. 2005        | 22. Nov. 2005                         | Bill L. Norton     | Moira Kirland                       |
| Allisons Tochter Ariel träumt von einem Mädchen, das von einem Menschenfresser in einem Schloss gefangen gehalten wird. Das Erschreckende: Das Kind sieht aus wie sie. Besorgt um das Wohlergehen ihres Kindes, sucht Allison mit ihrem Mann Joe Hilfe bei Detective Lee Scanlon und Staatsanwalt Manuel Devalos.                                              |           |                             |                                                                |                      |                                       |                    |                                     |
| 10 | 10        | Jenseits der Gleise         | The Other Side of the Tracks                                   | 14. März 2005        | 29. Nov. 2005                         | Eric Laneuville    | Chris Dingess                       |
| Ein Traum über zwei Jungen, die einem Zug hinterherrennen und beim Überqueren der Gleise getrennt werden, führt Allison zu Professor Leonard Cardwell. |           |                             |                                                                |                      |                                       |                    |                                     |
| 11 | 11        | Meine Frau, die Hellseherin | I Married a Mind Reader                                        | 21. März 2005        | 6. Dez. 2005                          | Duane Clark        | René Echevarria                     |
| Während Allison eine garstige Erkältung auskuriert, stößt sie auf die Wiederholung der 60er-Jahre-Sitcom „I Married a Mind Reader“, die sie in ihren Bann zieht. |           |                             |                                                                |                      |                                       |                    |                                     |
| 12 | 12        | Heute Hinrichtung           | A Priest, a Doctor and a Medium Walk into an Execution Chamber | 28. März 2005        | 13. Dez. 2005                         | Bill L. Norton     | Chris Dingess                       |
| Allisons Fähigkeit, mit Toten in Kontakt zu treten, wird bei der Hinrichtung eines Drogenbarons auf die Probe gestellt. Zugleich erfährt sie von einem tragischen Geheimnis, dass die Mutter von Ariels bester Freundin mit sich trägt. |           |                             |                                                                |                      |                                       |                    |                                     |
| 13 | 13        | Koordinaten des Todes       | Being Mrs. O'Leary's Cow                                       | 25. Apr. 2005        | 20. Dez. 2005                         | Ronald L. Schwary  | Melinda Hsu                         |
| Allison wird gebeten, den Ermittlungsbeamten bei der Zusammenstellung von Beweismaterial gegen einen Piloten zu helfen, der angeblich seine Frau umgebracht hat. |           |                             |                                                                |                      |                                       |                    |                                     |
| 14 | 14        | Lebendig begraben           | In the Rough                                                   | 2. Mai 2005          | 27. Dez. 2005                         | Duane Clark        | René Echevarria                     |
| Allison befindet sich in einem Zwiespalt: Soll sie Informationen, die einen Mörder entlasten könnten, preisgeben? Auch bei ihr zu Hause geht es turbulent zu: Joes Mutter ist zu Besuch. |           |                             |                                                                |                      |                                       |                    |                                     |
| 15 | 15        | Besessen                    | Penny for Your Thoughts                                        | 9. Mai 2005          | 3. Jan. 2006                          | Aaron Lipstadt     | Moira Kirland                       |
| Allison trifft auf einen Psychopathen, der bereits zahlreiche Mädchen getötet hat. Sie versucht, das Böse, das von seiner Seele Besitz ergriffen hat, aufzuhalten. |           |                             |                                                                |                      |                                       |                    |                                     |
| 16 | 16        | Von Herzen – Teil 1         | When Push Comes to Shove (Part 1)                              | 23. Mai 2005         | 10. Jan. 2006                         | Aaron Lipstadt     | Chris Dingess                       |
| Captain Kenneth Push von den Texas Rangers setzt sein Leben aufs Spiel, um Allison bei der Suche nach einem Serienkiller zu helfen. |           |                             |                                                                |                      |                                       |                    |                                     |

## Staffel 2
Die Erstausstrahlung der zweiten Staffel war vom 19. September 2005 bis zum 22. Mai 2006 auf dem US-amerikanischen Sender NBC zu sehen. Die deutschsprachige Erstausstrahlung sendete der deutsche Pay-TV-Sender Premiere vom 26. September 2006 bis zum 20. Februar 2007. Außerdem sendete der deutsche Free-TV-Sender Kabel eins die Staffel vom 20. April 2007 bis zum 30. November 2007.
| Nr. (ges.) | Nr. (St.) | Deutscher Titel         | Originaltitel                | Erstausstrahlung USA | Deutschsprachige Erstausstrahlung (D) | Regie                 | Drehbuch                                     |
| --- | --------- | ----------------------- | ---------------------------- | -------------------- | ------------------------------------- | --------------------- | -------------------------------------------- |
| 17 | 1         | Von Herzen – Teil 2     | When Push Comes to Shove (2) | 19. Sep. 2005        | 26. Sep. 2006                         | Aaron Lipstadt        | Glenn Gordon Caron                           |
| Nach drei Monaten quälender Funkstille empfängt Allison wieder Nachrichten aus dem Jenseits. Es wird höchste Zeit: Captain Push liegt im Koma und ″das Phantom″ hat wieder zugeschlagen. |           |                         |                              |                      |                                       |                       |                                              |
| 18 | 2         | Das Lied des Lebens     | The Song Remains the Same    | 26. Sep. 2005        | 3. Okt. 2006                          | Vincent Misiano       | Bruce Miller                                 |
| Allison wird von einem Lied verfolgt. Aber nur sie scheint es zu hören. Bis sie der Song zum iPod der vermissten Isabel Navarro führt. |           |                         |                              |                      |                                       |                       |                                              |
| 19 | 3         | Reisen durch die Zeit   | Time out of Mind             | 3. Okt. 2005         | 10. Okt. 2006                         | Arliss Howard         | Robert Doherty                               |
| Ein Traum führt Allison in eine psychiatrische Anstalt. Als sie daraufhin nachforscht, muss sie feststellen, dass 1959 dort tatsächlich eine Patientin behauptete, Allison Dubois zu sein. |           |                         |                              |                      |                                       |                       |                                              |
| 20 | 4         | Die Traumwandlerin      | Light Sleeper                | 10. Okt. 2005        | 17. Okt. 2006                         | Elodie Keene          | Peter Egan                                   |
| Allison schlafwandelt. Dabei hält sie Autofahrer an und bittet sie um Geld. Zuvor hatte sie versucht, 15 Millionen Dollar abzuheben. |           |                         |                              |                      |                                       |                       |                                              |
| 21 | 5         | Vier Liter Blut         | Sweet Dreams                 | 17. Okt. 2005        | 24. Okt. 2006                         | Aaron Lipstadt        | Moira Kirland                                |
| Allison träumt immer wieder von ihrer Schulfreundin Lyla, die die Schule verlassen hat, um nach Kalifornien zu gehen. Stadtrat McCallister sucht derweil seine Tochter Cynthia. Bis die Polizei vier Liter Blut von ihr findet und davon ausgehen muss, dass Cynthia tot ist.                                                      |           |                         |                              |                      |                                       |                       |                                              |
| 22 | 6         | Betrogene Seelen        | Dead Aim                     | 24. Okt. 2005        | 31. Okt. 2006                         | Richard Pearce        | Melinda Hsu                                  |
| Allison bekommt übersinnliche Konkurrenz. Strafverteidiger Watt hat sich die Hilfe von Wahrsagerin Olga geholt. Seitdem muss Staatsanwalt Devalos einen Tiefschlag nach dem anderen einstecken. |           |                         |                              |                      |                                       |                       |                                              |
| 23 | 7         | Jäger                   | Judge, Jury & Executioner    | 7. Nov. 2005         | 7. Nov. 2006                          | Peter Werner          | Bruce Miller                                 |
| Joe muss in einem Mordprozess als Geschworener vor Gericht auftreten. Ein Mann soll seine reiche Frau getötet haben. Allison hat den Angeklagten in ihren Träumen gesehen und ist überzeugt, dass er schuldig ist. |           |                         |                              |                      |                                       |                       |                                              |
| 24 | 8         | Tödliche Wahl           | Too close to call            | 14. Nov. 2005        | 14. Nov. 2006                         | Steven Robman         | René Echevarria                              |
| Manuel Devalos hofft auf seine Wiederwahl als Bezirksstaatsanwalt. Von Allison möchte er gern mehr über die Schmutzkampagne seines Konkurrenten erfahren. Die hat die beunruhigende Vision von einem bevorstehenden Mord. |           |                         |                              |                      |                                       |                       |                                              |
| 25 | 9         | Unter dem Schuhbaum     | Still Life                   | 21. Nov. 2005        | 21. Nov. 2006                         | Robert Duncan McNeill | Craig Sweeny                                 |
| Allisons Kollege Lee Scanlon entdeckt eine Blutlache auf einer öffentlichen Toilette. Allison verdächtigt einen ortsansässigen Maler. Als sie zum ersten Mal vor seinen Gemälden steht, scheinen die Bilder lebendig und plastisch zu werden.                                                                                      |           |                         |                              |                      |                                       |                       |                                              |
| 26 | 10        | 27 Minuten              | The Reckoning                | 28. Nov. 2005        | 28. Nov. 2006                         | Aaron Lipstadt        | Moira Kirland                                |
| Eine verzweifelte Frau hat Selbstmord begangen. Immer wieder träumt Allison, dass diese Frau und ihr Mann kurz zuvor einen Autounfall hatten. Bald wird ihr klar, dass sie es mit zwei Geistern zu tun hat: mit dem der Frau und dem eines Kindes.                                                                                 |           |                         |                              |                      |                                       |                       |                                              |
| 27 | 11        | Mord ist keine Kunst    | Method to his Madness        | 2. Jan. 2006         | 5. Dez. 2006                          | Peter Werner          | Robert Doherty                               |
| Allison ist regelrecht besessen von einem wahnsinnigen Serienmörder, der mit einem Skalpell auf den Körpern junger Frauen wie auf menschlichen Leinwänden zeichnet. Doch dann beweist der Serienkiller Allison aus dem Grab heraus, dass er zumindest einen der Morde, für die er verantwortlich gemacht wird, nicht begangen hat. |           |                         |                              |                      |                                       |                       |                                              |
| 28 | 12        | Auf ärztliche Anweisung | Doctor's Order's             | 9. Jan. 2006         | 12. Dez. 2006                         | Helen Shaver          | René Echevarria                              |
| Der Geist des wahnsinnigen Serienmörders Dr. Walker kehrt zurück in Allisons Träume. Und dieses Mal scheint er hinter Allisons Tochter Ariel her zu sein. Allison versucht mit allen Mitteln, Ariel zu beschützen. |           |                         |                              |                      |                                       |                       |                                              |
| 29 | 13        | Kind der Hölle          | Raising Cain                 | 23. Jan. 2006        | 19. Dez. 2006                         | Ed Sherin             | Craig Sweeny                                 |
| Allison hilft einer Familie auf der Suche nach dem vermissten Sohn. Dabei findet sie heraus, dass seine eigene Mutter versucht hat, ihn zu töten. |           |                         |                              |                      |                                       |                       |                                              |
| 30 | 14        | Vergessen und Begraben  | A Changed Man                | 6. Feb. 2006         | 2. Jan. 2007                          | Lewis H. Gould        | Bruce Miller                                 |
| Allison verletzt sich am Kopf und muss eine Kernspintomografie machen lassen. Im Wartezimmer des Arztes trifft sie einen Mann, der sich als Serienkiller entpuppt, sich aber an keine seiner Taten erinnern kann. |           |                         |                              |                      |                                       |                       |                                              |
| 31 | 15        | Totgeburt               | Sweet Child O’ Mine          | 27. Feb. 2006        | 9. Jan. 2007                          | Perry Lang            | Moira Kirland                                |
| Vor 15 Jahren hatte Allison eine Totgeburt. Während der Arbeit an einem Mordfall träumt sie davon, wie ihr Sohn heute aussehen würde. Allison ist entsetzt, als der Verdächtige ihres Falls der Vision von ihrem Sohn erschreckend ähnlich sieht.                                                                                  |           |                         |                              |                      |                                       |                       |                                              |
| 32 | 16        | Ungeahntes Genie        | Allison Wonderland           | 6. März 2006         | 16. Jan. 2007                         | Ronald L. Schwary     | Bernadette McNamara & Michael T. Moore       |
| Allison hat Visionen von den letzten Tagen eines paranoiden Mannes, dessen Leiche offenbar nach einem Selbstmord entdeckt wurde. Sie versucht, seine Botschaften zu entschlüsseln, um die Wahrheit über seinen Tod herauszufinden.                                                                                                 |           |                         |                              |                      |                                       |                       |                                              |
| 33 | 17        | Verliebt in eine Tote   | Lucky in Love                | 13. März 2006        | 23. Jan. 2007                         | David Jones           | Robert Doherty                               |
| Allison träumt, dass ihr Bruder Michael in einen Banküberfall verwickelt ist und einen Menschen tötet. Prompt kommt er überraschend zu Besuch. Während seines Aufenthaltes verliebt sich Michael in ein Mädchen, das nur er und Allison sehen können.                                                                              |           |                         |                              |                      |                                       |                       |                                              |
| 34 | 18        | S.O.S.                  | S.O.S.                       | 17. Apr. 2006        | 30. Jan. 2007                         | Tim Squyres           | Rob Pearlstein                               |
| Allison sieht im Traum mehrere junge Mädchen, kurz bevor sie ermordet werden. Bald ist sie einem Serienkiller auf der Spur. |           |                         |                              |                      |                                       |                       |                                              |
| 35 | 19        | Enttarnt                | Knowing her                  | 24. Apr. 2006        | 6. Feb. 2007                          | David Paymer          | Glenn Gordon Caron                           |
| Drei Mädchen werden ermordet aufgefunden. Medium Allison Dubois hat beunruhigende Visionen: Detective Scanlon scheint irgendetwas mit den Morden zu tun zu haben. Der Fall führt zurück in seine dunkle Vergangenheit … |           |                         |                              |                      |                                       |                       |                                              |
| 36 | 20        | Blinde Angst            | The Darkness is Light enough | 1. Mai 2006          | 13. Feb. 2007                         | Aaron Lipstadt        | Ken Kelsch, Nicolas Wauters & Analisa Brouet |
| Während Allison mit Staatsanwalt Devalos den Antrag eines Häftlings auf vorzeitige Entlassung bearbeitet, hat sie Visionen von einer Frau, in deren Haus immer wieder eingebrochen wird. Doch der Einbrecher hat scheinbar kein Gesicht und stiehlt nichts als einen Kuss.                                                         |           |                         |                              |                      |                                       |                       |                                              |
| 37 | 21        | Geschäfte mit dem Tod   | Death takes a Policy         | 8. Mai 2006          | 20. Feb. 2007                         | Ed Sherin             | Diane Ademu-John                             |
| Allison arbeitet im Auftrag der Staatsanwaltschaft an der Untersuchung des Todes eines Physikers. Da wird sie in ihren Träumen von einem Mann heimgesucht, der sich ihr als der Tod vorstellt. |           |                         |                              |                      |                                       |                       |                                              |
| 38 | 22        | Parallelwelten          | Twice Upon a Time            | 22. Mai 2006         | 20. Feb. 2007                         | Ronald L. Schwary     | René Echevarria                              |
| Allison träumt von dem Leben, das sie gehabt hätte, falls sie wirklich wie geplant Staranwältin geworden wäre und einen anderen Mann geheiratet hätte. |           |                         |                              |                      |                                       |                       |                                              |

## Staffel 3
Die Erstausstrahlung der dritten Staffel war vom 15. November 2006 bis zum 16. Mai 2007 auf dem US-amerikanischen Sender NBC zu sehen. Die deutschsprachige Erstausstrahlung sendete der deutsche Pay-TV-Sender Premiere vom 11. September 2007 bis zum 12. Februar 2008. Außerdem sendete der deutsche Free-TV-Sender Kabel eins die Staffel vom 7. März 2008 bis zum 31. Oktober 2008.
| Nr. (ges.) | Nr. (St.) | Deutscher Titel            | Originaltitel                  | Erstausstrahlung USA | Deutschsprachige Erstausstrahlung (D) | Regie                | Drehbuch                                               |
| --- | --------- | -------------------------- | ------------------------------ | -------------------- | ------------------------------------- | -------------------- | ------------------------------------------------------ |
| 39 | 1         | Vier Träume – Teil 1       | Four Dreams (1)                | 15. Nov. 2006        | 11. Sep. 2007                         | Aaron Lipstadt       | Glenn Gordon Caron & Javier Grillo-Marxuach            |
| Bei Allison taucht ihre Jugendliebe Clay Bicks auf. Allerdings ist er tot. Clay beschließt, in Allisons Haus einzuziehen. Bridgette träumt währenddessen von einer Kinderserie namens Monkeyheads.                                   |           |                            |                                |                      |                                       |                      |                                                        |
| 40 | 2         | Vier Träume – Teil 2       | Four Dreams (2)                | 15. Nov. 2006        | 18. Sep. 2007                         | Aaron Lipstadt       | Glenn Gordon Caron & Javier Grillo-Marxuach            |
| Allisons Mann Joe ist von der ganzen Sache nicht begeistert. Unterdessen haben Allison und ihre Tochter Bridgette ähnliche Träume. Ob sie etwas mit Allisons neuem Fall bei der Staatsanwaltschaft zu tun haben, wird nicht erklärt. |           |                            |                                |                      |                                       |                      |                                                        |
| 41 | 3         | Der Teufelskreis           | Be kind rewind                 | 22. Nov. 2006        | 25. Sep. 2007                         | Aaron Lipstadt       | Ken Schefler                                           |
| Allison erlebt denselben Tag in ihren Träumen wieder und wieder. Jedes Mal erhält sie neue, wichtige Informationen über eine Geiselnahme in einem Restaurant.                                                                        |           |                            |                                |                      |                                       |                      |                                                        |
| 42 | 4         | Blutrausch                 | Blood Relations                | 29. Nov. 2006        | 2. Okt. 2007                          | Oz Scott             | Robert Doherty                                         |
| Während Allison versucht, ein Opfer von Dr. Walker, dem mordlustigen Geist aus der Vergangenheit, zu retten, findet sie heraus, wie dessen Mordserie begann.                                                                         |           |                            |                                |                      |                                       |                      |                                                        |
| 43 | 5         | Die Seele der Dinge        | Ghost in the Machine           | 6. Dez. 2006         | 9. Okt. 2007                          | Andy Wolk            | Moira Kirland                                          |
| Allison kauft Joe eine Videokamera zum Geburtstag. Doch Allison sieht mit der Kamera Bilder, die mit einem Mordfall in Verbindung stehen.                                                                                            |           |                            |                                |                      |                                       |                      |                                                        |
| 44 | 6         | Tödlicher Instinkt         | Profiles in Terror             | 13. Dez. 2006        | 16. Okt. 2007                         | Peter Werner         | Craig Sweeny                                           |
| Ein berühmter Profiler des FBI wird durch Allison herausgefordert. Joe ist beunruhigt, denn Marie beginnt, das weiße Rauschen im Fernsehen anzustarren.                                                                              |           |                            |                                |                      |                                       |                      |                                                        |
| 45 | 7         | Das Dreamteam              | Mother's little Helper         | 3. Jan. 2007         | 23. Okt. 2007                         | Vincent Misiano      | Moira Kirland                                          |
| Allison und Ariel träumen von einem Doppelmord an einer Mutter und deren Tochter. Allison aus der Sicht der Mutter und Ariel aus der Sicht der Tochter.                                                                              |           |                            |                                |                      |                                       |                      |                                                        |
| 46 | 8         | Der Fluch der bösen Tat    | The whole Truth                | 17. Jan. 2007        | 30. Okt. 2007                         | Leslie Libman        | Diane Ademu-John                                       |
| Der Tod eines Abgeordneten verwirrt Allison. Sie glaubt, dass dieser in Zusammenhang mit einem Jungen steht, der in eine große Erdspalte gefallen ist und nicht mehr herauskommt.                                                    |           |                            |                                |                      |                                       |                      |                                                        |
| 47 | 9         | Todesopfer                 | Better off Dead                | 24. Jan. 2007        | 6. Nov. 2007                          | Janice Cooke-Leonard | Robert Doherty                                         |
| Ein Geist freut sich über seinen Tod, da er das Geld seiner Lebensversicherung seiner Nachbarin hinterlassen hat, in die er verliebt ist.                                                                                            |           |                            |                                |                      |                                       |                      |                                                        |
| 48 | 10        | Puppenmorde                | Very Merry Maggie              | 31. Jan. 2007        | 15. Nov. 2007                         | Arliss Howard        | Craig Sweeny                                           |
| Allison hat Visionen über einen Vater, der seinen Sohn missbraucht. Dieser wiederum besitzt eine sprechende Puppe, die finstere Botschaften verbreitet.                                                                              |           |                            |                                |                      |                                       |                      |                                                        |
| 49 | 11        | Träume mein Herz           | Apocalypse Push                | 7. Feb. 2007         | 22. Nov. 2007                         | Aaron Lipstadt       | Javier Grillo-Marxuach                                 |
| Captain Push kehrt zurück, denn er hat Visionen über einen Mord in Phoenix. |           |                            |                                |                      |                                       |                      |                                                        |
| 50 | 12        | In den Schuhen einer Toten | The One behind the Wheel       | 14. Feb. 2007        | 29. Nov. 2007                         | Leon Ichaso          | Diane Ademu-John                                       |
| Joe bittet Detective Lee Scanlon um Hilfe, denn eine geheimnisvolle Frau namens Sandra hat die Kontrolle über Allisons Körper genommen.                                                                                              |           |                            |                                |                      |                                       |                      |                                                        |
| 51 | 13        | Blick in die Zukunft       | Second Opinion                 | 21. Feb. 2007        | 4. Dez. 2007                          | David Lerner         | Sterling Anderson                                      |
| Allison träumt, dass Marie in der Zukunft an Leukämie sterben wird. Sie ist entschlossen, ihre Tochter vor dem Schicksal zu bewahren.                                                                                                |           |                            |                                |                      |                                       |                      |                                                        |
| 52 | 14        | Dreimal lebenslänglich     | We had a Dream                 | 28. Feb. 2007        | 11. Dez. 2007                         | Arlene Sanford       | Javier Grillo-Marxuach                                 |
| Allison träumt von einem Flugzeugabsturz. Und das verhilft einem anderen Medium zur Flucht aus einem Gefängnis..weil er den Absturz ebenfalls vorhergesehen hat.                                                                     |           |                            |                                |                      |                                       |                      |                                                        |
| 53 | 15        | Nicht anklopfen            | The Boy next door              | 7. März 2007         | 18. Dez. 2007                         | Aaron Lipstadt       | Moira Kirland                                          |
| Allison träumt als Teenager von der Zukunft. Dort wächst ein Junge, der gerade erst in die Nachbarschaft gezogen ist, zu einem Killer heran, der die erwachsene Allison bedroht.                                                     |           |                            |                                |                      |                                       |                      |                                                        |
| 54 | 16        | Bonbons und Dämonen        | Whatever possessed you         | 21. März 2007        | 3. Jan. 2008                          | Miguel Sandoval      | Robert Doherty                                         |
| Während Joe hofft, die Leitung eines wichtigen Projekts übernehmen zu können, hat Allison beunruhigende Träume über eine junge Frau, die anscheinend von Dämonen besessen ist.                                                       |           |                            |                                |                      |                                       |                      |                                                        |
| 55 | 17        | Angst um Joe               | Joe Day Afternoon              | 4. Apr. 2007         | 9. Jan. 2008                          | Aaron Lipstadt       | Ken Schefler                                           |
| Eine fürchterliche Ahnung von Allison und Ariel wird zur Gewissheit, denn Joe und seine Kollegen werden von einem aufgebrachten Ex-Mitarbeiter mit Waffengewalt festgehalten.                                                        |           |                            |                                |                      |                                       |                      |                                                        |
| 56 | 18        | Hellseher-Hotline          | 1-900-Lucky                    | 11. Apr. 2007        | 15. Jan. 2008                         | David Arquette       | Javier Grillo-Marxuach & Robert Doherty                |
| Eine wohlhabende Frau benutzt Allisons verantwortungslosen Bruder Michael als Telefon-Hellseher. Sie sorgt dafür, dass er nach Phoenix fliegt, um bei der Aufklärung am Mord ihres Mannes zu helfen.                                 |           |                            |                                |                      |                                       |                      |                                                        |
| 57 | 19        | Eiskalt                    | No One to watch over me        | 25. Apr. 2007        | 22. Jan. 2008                         | Vincent Misiano      | Travis Donnelly & Corey Reed                           |
| Allison träumt von einem Schneesturm: ein Hinweis auf eine junge Frau, die in einem Froster eingesperrt wurde, um darin zu sterben und Joe zieht sich nach der Geiselnahme immer mehr zurück.                                        |           |                            |                                |                      |                                       |                      |                                                        |
| 58 | 20        | Um Kopf und Kragen         | Head Games (1)                 | 2. Mai 2007          | 29. Jan. 2008                         | Joanna Kerns         | Javier Grillo-Marxuach, Robert Doherty & Moira Kirland |
| Allison könnte sich im Fall eines Mannes, der beschuldigt ist, seiner Frau den Kopf abgeschnitten zu haben, geirrt haben. Ihre neue Freundin Debra ist sehr an Informationen über ihren Job interessiert.                            |           |                            |                                |                      |                                       |                      |                                                        |
| 59 | 21        | Wenn Köpfe rollen          | Heads will roll (2)            | 9. Mai 2007          | 5. Feb. 2008                          | Aaron Lipstadt       | Diane Ademu-John                                       |
| Allison verrät Geheimnisse, um Debra vor einem Serienkiller zu warnen und ist schockiert, als sie herausfindet, dass Debra auch einige Geheimnisse hat. Außerdem zieht Joe in Erwägung, seine Firma zu verklagen.                    |           |                            |                                |                      |                                       |                      |                                                        |
| 60 | 22        | Kopf hoch!                 | Everything comes to a Head (3) | 16. Mai 2007         | 12. Feb. 2008                         | Ronald L. Schwary    | Ken Schefler                                           |
| Allisons Leben gerät aus den Fugen, als ihre übersinnlichen Fähigkeiten durch Debras Zeitungsartikel öffentlich bekannt werden. Sie muss den Killer auf eigene Faust stoppen.                                                        |           |                            |                                |                      |                                       |                      |                                                        |

## Staffel 4
Die Erstausstrahlung der vierten Staffel war vom 7. Januar 2008 bis zum 14. Mai 2008 auf dem US-amerikanischen Sender NBC zu sehen. Die deutschsprachige Erstausstrahlung sendete zunächst der deutsche Pay-TV-Sender Premiere vom 16. September bis zum 30. September 2008 und anschließend der Pay-TV-Sender FOX vom 27. November 2008 bis zum 24. Februar 2009. Außerdem sendete der deutsche Free-TV-Sender Kabel eins die Staffel vom 27. Februar bis zum 26. Juni 2009.
| Nr. (ges.) | Nr. (St.) | Deutscher Titel            | Originaltitel                   | Erstausstrahlung USA | Deutschsprachige Erstausstrahlung (D) | Regie           | Drehbuch                                 |
| --- | --------- | -------------------------- | ------------------------------- | -------------------- | ------------------------------------- | --------------- | ---------------------------------------- |
| 61 | 1         | Pures Gift                 | And then…                       | 7. Jan. 2008         | 16. Sep. 2008 (Premiere)              | Aaron Lipstadt  | Glenn Gordon Caron                       |
| Als Allison träumt, dass ein kleiner Junge ermordet wurde, der in einem Puppenkarton ist, kann sie weder Lee Scanlon noch Manuel Devalos um Hilfe bitten. |           |                            |                                 |                      |                                       |                 |                                          |
| 62 | 2         | Jugendsünde                | But for the Grace of God        | 14. Jan. 2008        | 23. Sep. 2008 (Premiere)              | Peter Markle    | René Echevarria                          |
| Allison Dubois hilft Privatdetektivin Cynthia Keener von der Organisation Ameri-Tips ein vermisstes Teenager-Mädchen zu finden. |           |                            |                                 |                      |                                       |                 |                                          |
| 63 | 3         | Paris träumt von der Liebe | To Have and to Hold             | 21. Jan. 2008        | 30. Sep. 2008 (Premiere)              | Aaron Lipstadt  | Robert Doherty                           |
| Allisons Mann Joe ist immer noch verzweifelt auf Jobsuche. Da ist er überraschend auf die Hilfe seiner Frau angewiesen: Ihre hellseherischen Fähigkeiten sollen helfen, die vermisste Tochter seines zukünftigen Arbeitgebers zu finden.                                                                                          |           |                            |                                 |                      |                                       |                 |                                          |
| 64 | 4         | Geld macht Taub            | Do you hear what I hear         | 18. Feb. 2008        | 27. Nov. 2008                         | David Arquette  | Corey Reed & Travis Donnelly             |
| Ein kleines Mädchen wurde entführt. Da das Kind taub ist, verliert seltsamerweise auch Allison ihr Gehör. Trotzdem versucht sie weiterhin, ihre übernatürlichen Fähigkeiten einzusetzen, um die Entführte zurückzuholen. |           |                            |                                 |                      |                                       |                 |                                          |
| 65 | 5         | Die Mordfee                | Girls ain't nothing but Trouble | 25. Feb. 2008        | 4. Dez. 2008                          | Vincent Misiano | Moira Kirland                            |
| Der Strafverteidiger Larry Watt spielt in Allisons Vergangenheit eine nicht gerade rühmliche Rolle. Doch jetzt taucht er plötzlich wieder auf und bittet sie, ihn als Beraterin in einem Fall zu unterstützen. |           |                            |                                 |                      |                                       |                 |                                          |
| 66 | 6         | Hunger auf Fleisch         | Aftertaste                      | 3. März 2008         | 11. Dez. 2008                         | Miguel Sandoval | Craig Sweeny                             |
| Staatsanwalt Manuel Devalos hat Ambitionen auf den Posten des Bezirksstaatsanwalts. Allison ist bereit, ihren Chef bei diesem Vorhaben nach Kräften zu unterstützen. |           |                            |                                 |                      |                                       |                 |                                          |
| 67 | 7         | Die Frau im Feuer – Teil 1 | Burn Baby Burn (1)              | 10. März 2008        | 18. Dez. 2008                         | Leon Ichaso     | Javier Grillo-Marxuach                   |
| Völlig überraschend taucht Joes Mutter bei der Familie Dubois auf. Allison fühlt sich in Anwesenheit ihrer Schwiegermutter nicht sonderlich wohl. Als sie sich das letzte Mal sahen, waren Allisons Fähigkeiten noch nicht öffentlich bekannt.                                                                                    |           |                            |                                 |                      |                                       |                 |                                          |
| 68 | 8         | Die Frau im Feuer – Teil 2 | Burn Baby Burn (2)              | 17. März 2008        | 25. Dez. 2008                         | Vincent Misiano | René Echevarria & Javier Grillo-Marxuach |
| Allisons Tochter Ariel scheint ebenfalls über übernatürliche Fähigkeiten zu verfügen. Sie hat den Tod der Mutter eines Klassenkameraden vorausgesagt. Nun versucht Allison eine Verbindung zwischen diesem Todesfall, ihren Träumen im Zusammenhang mit einem von Cynthias Fällen und einem von Devalos' Mordprozessen zu finden. |           |                            |                                 |                      |                                       |                 |                                          |
| 69 | 9         | Mimikry – Teil 1           | Wicked Game (1)                 | 24. März 2008        | 6. Jan. 2009                          | Peter Werner    | Diane Ademu-John                         |
| In der Stadt ist ein Mädchen verschwunden. Medium Allison versucht die Vermisste zu finden. Im Laufe ihrer ‚Ermittlungen‘ stößt sie auf bislang unbekannte Details aus der Vergangenheit von Cynthia Keener. |           |                            |                                 |                      |                                       |                 |                                          |
| 70 | 10        | Mimikry – Teil 2           | Wicked Game (2)                 | 31. März 2008        | 13. Jan. 2009                         | Arlene Sanford  | Robert Doherty                           |
| Allison und Cynthia befassen sich eingehend mit einem Fall, der weit in der Vergangenheit liegt und Cynthia persönlich sehr nahegeht: der Entführung und anschließenden Ermordung ihrer Tochter vor etwa zehn Jahren. |           |                            |                                 |                      |                                       |                 |                                          |
| 71 | 11        | Lady Killer                | Lady Killer                     | 7. Apr. 2008         | 20. Jan. 2009                         | Peter Werner    | Davah Feliz Avena                        |
| Allison und Lee Scanlon sind einer Frau mittleren Alters auf den Fersen. Sie schätzen die Dame als hochgradig gefährlich ein und glauben, dass sie für eine Reihe von grausamen Morden an jungen Männern verantwortlich ist. |           |                            |                                 |                      |                                       |                 |                                          |
| 72 | 12        | Mord aus dem Jenseits      | Partners in Crime               | 14. Apr. 2008        | 27. Jan. 2009                         | Vincent Misiano | Robert Doherty & Craig Sweeny            |
| Der FBI-Agent Edward Cooper behauptet, er sei nach Phoenix zurückgekehrt, um einem weiteren Serienkiller das Handwerk zu legen. Allison traut ihm nicht, denn ihre Träume deuten auf etwas ganz anderes hin. |           |                            |                                 |                      |                                       |                 |                                          |
| 73 | 13        | Fünf Fremde am Flughafen   | A Cure for what ails you        | 21. Apr. 2008        | 3. Feb. 2009                          | Arlene Sanford  | Corey Reed & Travis Donnelly             |
| In einer Vision sieht Allison, wie eine Freundin von Lee Scanlon und Lynn DiNovi ums Leben kommt. Allerdings ist Allison sich nicht sicher, ob es sich um einen Unfall oder um Mord handelt. |           |                            |                                 |                      |                                       |                 |                                          |
| 74 | 14        | Traumauto                  | Car Trouble                     | 28. Apr. 2008        | 10. Feb. 2009                         | Peter Werner    | René Echevarria & Ralph Glenn Howard     |
| Allisons altes Auto hat den Geist aufgegeben. Als Joe sie kurze Zeit später mit einem Gebrauchtwagen überrascht, ist Allison überglücklich – bis die Hellseherin herausfindet, dass das Auto in einem grauenvollen ungelösten Mordfall eine wichtige Rolle spielt.                                                                |           |                            |                                 |                      |                                       |                 |                                          |
| 75 | 15        | Meines Bruders Hüter       | Being Joey Carmichael           | 5. Mai 2008          | 17. Feb. 2009                         | Arlene Sanford  | Robert Doherty & Craig Sweeny            |
| Allisons Visionen helfen Lee Scanlon, den Mord an einem reichen Drogendealer aufzuklären. Sie staunen beide nicht schlecht, als alle Indizien auf den Schwerbehinderten Joey Carmichael hindeuten, dem seit Jahren eine Gewehrkugel im Gehirn steckt.                                                                             |           |                            |                                 |                      |                                       |                 |                                          |
| 76 | 16        | Tiefe Wasser               | Drowned World                   | 14. Mai 2008         | 24. Feb. 2009                         | Aaron Lipstadt  | Moira Kirland                            |
| Ein junges Pärchen ist der festen Überzeugung, dass es in seinem Haus spukt, und betraut Allison mit dem Fall. Sie tut ihr Bestes, um den Spuk aufzuklären. |           |                            |                                 |                      |                                       |                 |                                          |

## Staffel 5
Die Erstausstrahlung der fünften Staffel war vom 2. Februar bis zum 1. Juni 2009 auf dem US-amerikanischen Sender NBC zu sehen. Die deutschsprachige Erstausstrahlung sendete der deutsche Pay-TV-Sender FOX vom 1. September 2009 bis zum 5. Januar 2010. Außerdem sendete der deutsche Free-TV-Sender Kabel eins die Staffel vom 5. März 2010 bis zum 16. Juli 2010.
| Nr. (ges.) | Nr. (St.) | Deutscher Titel                           | Originaltitel                             | Erstausstrahlung USA | Deutschsprachige Erstausstrahlung (D) | Regie                           | Drehbuch                        |
| --- | --------- | ----------------------------------------- | ----------------------------------------- | -------------------- | ------------------------------------- | ------------------------------- | ------------------------------- |
| 77 | 1         | Seelenwanderung                           | Soul Survivor                             | 2. Feb. 2009         | 1. Sep. 2009                          | Aaron Lipstadt                  | Craig Sweeny & Robert Doherty   |
| Die Schwester von Manuel Devalos Freundin wurde brutal ermordet. Allisons Visionen sollen dabei behilflich sein, den Täter so schnell wie möglich zu fassen. Ihre Träume deuten darauf hin, dass der erste Ehemann des Opfers den Mord begangen haben könnte. |           |                                           |                                           |                      |                                       |                                 |                                 |
| 78 | 2         | Vorübergehend tot                         | Things to Do in Phoenix When You're Dead  | 9. Feb. 2009         | 8. Sep. 2009                          | Aaron Lipstadt                  | Diane Ademu-John                |
| In letzter Zeit plagen Allison immer wieder Träume von Morden, deren einziger Zeuge ein Geist ist. Allison weiß, dass es nur eine Möglichkeit gibt, die schrecklichen Verbrechen aufzuklären: Sie muss den Geist um seine Mithilfe bitten. Doch der Geist, der sie in ihren Visionen verfolgt, ist keineswegs ein Untoter – er lebt!                                             |           |                                           |                                           |                      |                                       |                                 |                                 |
| 79 | 3         | Bombenbastler                             | A Person of Interest                      | 16. Feb. 2009        | 15. Sep. 2009                         | Patricia Arquette               | Robert Doherty & Craig Sweeny   |
| Allison arbeitet an einem Mordfall, der bereits siebzehn Jahre zurückliegt. Aus einem unerfindlichen Grund legt sie plötzlich ein äußerst seltsames Verhalten an den Tag, das zwar der Schlüssel zum Verbrechen sein könnte, mit dem sie aber auch ihre Familie in große Gefahr bringt.                                                                                          |           |                                           |                                           |                      |                                       |                                 |                                 |
| 80 | 4         | Eine Wagenladung Angst                    | About Last Night                          | 23. Feb. 2009        | 22. Sep. 2009                         | Aaron Lipstadt                  | Ken Schefler                    |
| Völlig desorientiert, nur eine mysteriöse Notiz in der Hand umklammernd wacht Allison unter einer Autobahnbrücke auf. Sie hat keinen blassen Schimmer, wo sie sich befindet, geschweige denn, wie sie dort gelandet ist. Doch Allison findet eine abgetrennte Hand in ihrer Tasche.                                                                                              |           |                                           |                                           |                      |                                       |                                 |                                 |
| 81 | 5         | Vom Wasser zum Blut                       | A Taste of Her Own Medicine               | 2. März 2009         | 29. Sep. 2009                         | Ronald L. Schwary               | Moira Kirland                   |
| Die Tochter eines befreundeten Pärchens von Manuel Devalos ist ohne ersichtlichen Grund verschwunden, von dem Mädchen fehlt jede Spur. Außerdem wird die Beziehung von Lynn und Lee Scanlon unterdessen auf eine harte Probe gestellt... |           |                                           |                                           |                      |                                       |                                 |                                 |
| 82 | 6         | Adam und Eva                              | Apocalypse…Now?                           | 9. März 2009         | 6. Okt. 2009                          | Larry Teng                      | Michael Narducci                |
| Allison träumt, dass die Apokalypse stattgefunden hat. Ein Mann und ein junges Mädchen konnten sich in einen Bunker retten und sind offenbar die letzten Überlebenden. Nach einem Erdbeben besorgt Allison Survival-Kits, um auf den Ernstfall vorbereitet zu sein. |           |                                           |                                           |                      |                                       |                                 |                                 |
| 83 | 7         | Tipps von Toten                           | A Necessary Evil                          | 23. März 2009        | 13. Okt. 2009                         | Vincent Misiano                 | Matt Witten                     |
| Allison träumt, dass ein Mann, dessen Freundin sich weigert, zu ihm zurückzukommen, ein Massaker anrichtet. Manuel Devalos beauftragt Lee Scanlon, der Sache nachzugehen. Doch es kommt anders als erwartet: Adam Dietz, der vermeintliche Mörder, wird in seiner Wohnung erhängt aufgefunden.                                                                                   |           |                                           |                                           |                      |                                       |                                 |                                 |
| 84 | 8         | Sag die Wahrheit                          | Truth Be Told                             | 30. März 2009        | 20. Okt. 2009                         | Ernest Dickerson                | Travis Donnelly & Corey Reed    |
| Allison hat einen ungewöhnlichen Traum über eine Gameshow, in der mit übernatürlichen Mitteln Lügen aufgedeckt werden. Auch nach dem Aufwachen setzt sich dieses Prinzip fort: Plötzlich hört Allison jedes Mal, wenn ihr jemand eine Lüge auftischt, das charakteristische Buzzer-Geräusch aus ihrem Traum.                                                                     |           |                                           |                                           |                      |                                       |                                 |                                 |
| 85 | 9         | Mord bleibt in der Familie                | All in the Family                         | 6. Apr. 2009         | 27. Okt. 2009                         | Peter Werner                    | Diane Ademu-John & Gary Tieche  |
| Allison sucht nach einer vermissten Frau. Was zunächst nach einem Routinefall aussieht, entwickelt sich bald zu einem komplexen Puzzle: Allison verdächtigt schließlich die Kinder der Vermissten, etwas mit deren Verschwinden zu tun zu haben. |           |                                           |                                           |                      |                                       |                                 |                                 |
| 86 | 10        | Die Zeitschleife                          | Then…and Again                            | 13. Apr. 2009        | 3. Nov. 2009                          | Larry Teng                      | Travis Donnelly & Corey Reed    |
| Allison wacht in der Vergangenheit auf, nachdem ein Fremder auf sie und Manuel Devalos geschossen hat. Zu diesem Zeitpunkt ist sie im neunten Monat schwanger und hat ihren zukünftigen Boss Manuel Devalos noch nie getroffen. |           |                                           |                                           |                      |                                       |                                 |                                 |
| 87 | 11        | Gottes Werk und Allisons Beitrag – Teil 1 | The Devil Inside (1)                      | 20. Apr. 2009        | 10. Nov. 2009                         | Peter Werner                    | Diane Ademu-John                |
| Ein Mann namens Lucas Harvey stellt Allison nach. Dem Stalker sind Allisons übermenschliche Fähigkeiten ein Dorn im Auge. Deshalb will er sie mitsamt ihren Visionen aus dem Weg räumen und ist dabei der festen Überzeugung, dass er im Auftrag Gottes handelt. |           |                                           |                                           |                      |                                       |                                 |                                 |
| 88 | 12        | Gottes Werk und Allisons Beitrag – Teil 2 | The Devil Inside (2)                      | 27. Apr. 2009        | 17. Nov. 2009                         | Peter Werner                    | Michael Narducci                |
| Noch immer konnte Allisons Peiniger Lucas Harvey nicht unschädlich gemacht werden. Er ist besessen von der Idee, das Leben der hellseherisch begabten Allison auszulöschen. |           |                                           |                                           |                      |                                       |                                 |                                 |
| 89 | 13        | Geld oder Mord – Teil 1                   | How to Make a Killing in Big Business (1) | 4. Mai 2009          | 24. Nov. 2009                         | Arlene Sanford & Robert Doherty | Michael Narducci & Craig Sweeny |
| Allison hängt ihren Job bei der Staatsanwaltschaft Phoenix vorerst an den Nagel, weil sie ein lukratives Angebot von der Lydecker Corporation erhalten hat, wo sie Trends vorhersagen soll. |           |                                           |                                           |                      |                                       |                                 |                                 |
| 90 | 14        | Geld oder Mord – Teil 2                   | How to Make a Killing in Big Business (2) | 4. Mai 2009          | 1. Dez. 2009                          | Arlene Sanford & Robert Doherty | Michael Narducci & Craig Sweeny |
| Obwohl Allison nicht mehr für die Staatsanwaltschaft tätig ist, ruft sie Lee Scanlon an, um ihn zu warnen. Sie hat geträumt, dass er von Detective Auerbach erschossen wird. Allisons „außerbetriebliche Aktivitäten“ stoßen bei ihrem neuen Arbeitgeber jedoch auf Missfallen.                                                                                                  |           |                                           |                                           |                      |                                       |                                 |                                 |
| 91 | 15        | Geld oder Mord – Teil 3                   | How to Make a Killing in Big Business (3) | 11. Mai 2009         | 8. Dez. 2009                          | Miguel Sandoval                 | Davah Avena                     |
| Allison entschließt sich, Manuel Devalos davon in Kenntnis zu setzen, dass es sich bei dem Serienmörder um Justin Lydecker handelt. Aber Caitlyn fängt sie ab und kann sie davon überzeugen, zuerst mit Justins Vater zu reden. Douglas Lydecker hat seinen Sohn unterdessen nach Mexiko in eine Privatklinik gebracht, wo er sich einer chemischen Kastration unterziehen soll. |           |                                           |                                           |                      |                                       |                                 |                                 |
| 92 | 16        | Der Mann im Spiegel                       | The Man in the Mirror                     | 11. Mai 2009         | 15. Dez. 2009                         | Aaron Lipstadt                  | Travis Donnelly & Corey Reed    |
| Während einer Untersuchung fällt Allison ins Koma. Ihr ziellos umherwandernder Geist schlüpft schließlich in den Körper eines Mannes namens Todd Emory. Für Joe und die Kinder hat das unerwartete Folgen: Denn der „besessene“ Todd besteht darauf, bei den Dubois' einzuziehen und ein ganz normales Familienleben zu führen...                                                |           |                                           |                                           |                      |                                       |                                 |                                 |
| 93 | 17        | Rache mit Biss                            | The First Bite is the Deepest             | 18. Mai 2009         | 22. Dez. 2009                         | Patricia Arquette               | Diane Ademu-John                |
| Allison sucht ihre alte Freundin Cynthia Keener auf, die mittlerweile wegen Totschlags im Gefängnis sitzt. Der Grund für den Besuch: Allison hat beunruhigende Träume über ein Kidnapping-Opfer, das einst von Cynthia gerettet wurde. |           |                                           |                                           |                      |                                       |                                 |                                 |
| 94 | 18        | Die talentierte Miss Boddicker            | The Talented Ms. Boddicker                | 25. Mai 2009         | 29. Dez. 2009                         | Aaron Lipstadt                  | Michael Narducci                |
| Allison muss sich damit arrangieren, dass Joe jetzt einen Job in San Diego angenommen hat. Zusätzlich kompliziert wird ihr Leben, als sie die Bankangestellte Mrs. Broddicker kennenlernt, die behauptet, einen Raubüberfall auf ihr Geldinstitut vorausgesehen zu haben. |           |                                           |                                           |                      |                                       |                                 |                                 |
| 95 | 19        | Stille im Kopf – Teil 1                   | Bring Me the Head of Oswaldo Castillo (1) | 1. Juni 2009         | 5. Jan. 2010                          | Arlene Sanford                  | Robert Doherty & Craig Sweeny   |
| Allison hat einen wiederkehrenden Albtraum, in dem sie ihre gesamte Familie verliert. Als einzelne Aspekte ihres Traums Wirklichkeit werden, muss Allison fürchten, dass Joe und die Kinder tatsächlich in Lebensgefahr schweben. Außerdem hat Allison einen Gehirntumor, weswegen sie ins Koma fällt.                                                                           |           |                                           |                                           |                      |                                       |                                 |                                 |

## Staffel 6
Die Erstausstrahlung der sechsten Staffel war vom 25. September 2009 bis zum 21. Mai 2010 auf dem US-amerikanischen Sender CBS zu sehen. Die deutschsprachige Erstausstrahlung sendete der deutsche Pay-TV-Sender FOX vom 18. August 2010 bis zum 27. Oktober 2010.
| Nr. (ges.) | Nr. (St.) | Deutscher Titel              | Originaltitel                              | Erstausstrahlung USA | Deutschsprachige Erstausstrahlung (D) | Regie           | Drehbuch                                 |
| --- | --------- | ---------------------------- | ------------------------------------------ | -------------------- | ------------------------------------- | --------------- | ---------------------------------------- |
| 96 | 1         | Rückkehr der Bilder – Teil 2 | Déjà Vu All Over Again (2)                 | 25. Sep. 2009        | 18. Aug. 2010                         | Aaron Lipstadt  | Craig Sweeny & Robert Doherty            |
| Allison ist aus dem Koma erwacht, aber längst noch nicht wiederhergestellt. Obwohl sie immer noch körperliche Beschwerden hat, heuert sie erneut bei Devalos als parapsychologische Beraterin an. |           |                              |                                            |                      |                                       |                 |                                          |
| 97 | 2         | Wer ist Ariel?               | Who's That Girl?                           | 2. Okt. 2009         | 18. Aug. 2010                         | Larry Teng      | Corey Reed & Travis Donnelly             |
| Allison sorgt sich um ihre Tochter Ariel, die sich in letzter Zeit sehr auffällig und aggressiv benimmt. Offenbar hat der Geist einer ermordeten Stripperin von Ariels Körper Besitz ergriffen... |           |                              |                                            |                      |                                       |                 |                                          |
| 98 | 3         | Schmerzkiller                | Pain Killer                                | 9. Okt. 2009         | 25. Aug. 2010                         | Tate Donovan    | Craig Sweeny & Robert Doherty            |
| Allisons an Krebs erkrankte Freundin Rosemary verstirbt im Krankenhaus unter ungeklärten Umständen. Allison hegt nach einer Vision den Verdacht, dass einer der Krankenhausangestellten die Todkranke auf dem Gewissen hat.                                                                          |           |                              |                                            |                      |                                       |                 |                                          |
| 99 | 4         | Kryptische Killer            | The Medium is the Message                  | 16. Okt. 2009        | 25. Sep. 2010                         | Larry Teng      | Michael Narducci & Robert Doherty        |
| Allison ist verblüfft: In ihren Visionen sieht sie seltsame Symbole, die sie nicht zu deuten weiß. Als ein Serienkiller in der Stadt zuschlägt, sieht Allison eine Verbindung. |           |                              |                                            |                      |                                       |                 |                                          |
| 100 | 5         | Babywahn                     | Baby Fever                                 | 23. Okt. 2009        | 1. Sep. 2010                          | Vincent Misiano | Jordan Rosenberg                         |
| Ein Baby wird von ihrem Kindermädchen entführt. Nachdem Allison das Kind gefunden hat, will sie es um jeden Preis behalten. |           |                              |                                            |                      |                                       |                 |                                          |
| 101 | 6         | Wenn Träume töten            | Bite Me                                    | 30. Okt. 2009        | 1. Sep. 2010                          | Aaron Lipstadt  | Robert Doherty & Craig Sweeny            |
| In ihren Träumen befindet sich Allison in einem Schwarz-Weiß-Horror-Film. Erschreckenderweise sind die Verletzungen, die sie sich zuzieht, auch nach dem Aufwachen noch da. Währenddessen wird Bridgette von einer Geister-Spinne erschreckt, welche sie zu Lebzeiten mit Süßigkeiten gefüttert hat. |           |                              |                                            |                      |                                       |                 |                                          |
| 102 | 7         | Bombig                       | New Terrain                                | 6. Nov. 2009         | 8. Sep. 2010                          | Arlene Sanford  | Steve Lichtman                           |
| Eine von Ariels Mitschülerinnen rammt Allisons Wagen, während dieser vor der Schule parkt. Das Radio von ihrem Mietwagen spielt plötzlich die Gespräche aus anderen Fahrzeugen ab, und später von einem Banküberfall.                                                                                |           |                              |                                            |                      |                                       |                 |                                          |
| 103 | 8         | Der Traumschwiegersohn       | Once in a Lifetime                         | 13. Nov. 2009        | 8. Sep. 2010                          | David Arquette  | Heather Mitchell                         |
| Ein Mitschüler Ariels glaubt, er sei Angelo Filipelli, welcher vor 17 Jahren gestorben ist. Allison ermittelt unterdessen an einem Fall. Der Mörder von Angelo wird tot aufgefunden. |           |                              |                                            |                      |                                       |                 |                                          |
| 104 | 9         | Die Todesuhr                 | The Future's So Bright                     | 20. Nov. 2009        | 15. Sep. 2010                         | Peter Werner    | Craig Sweeny & Robert Doherty            |
| Allison sieht auf einmal die Restlebenszeit eines jeden Menschen auf die Stirn geschrieben. Nachdem Lee einen von zwei kriminellen Brüdern erschossen hat, fällt seine Restzeit auf nur noch zwei Tage.                                                                                              |           |                              |                                            |                      |                                       |                 |                                          |
| 105 | 10        | Fieber                       | You Give Me Fever                          | 4. Dez. 2009         | 15. Sep. 2010                         | Aaron Lipstadt  | Jordan Rosenberg                         |
| Ein tödliches Virus verschwindet aus einem Forschungslabor. Einer der Mitarbeiter hat sich infiziert und verbrennt sich selbst, um die Verbreitung zu verhindern. |           |                              |                                            |                      |                                       |                 |                                          |
| 106 | 11        | Im Tod vereint               | An Everlasting Love                        | 8. Jan. 2010         | 22. Sep. 2010                         | Peter Werner    | Corey Reed & Travis Donnelly             |
| Allison glaubt einen Serienmörder identifiziert zu haben. Dieser flieht, weil er einen Joint dabei hat, und läuft dabei direkt vor ein Auto. Als Geist bietet er Allison an, den wahren Mörder zu finden, wenn sie als Vermittlerin zu seiner Freundin fungiert.                                     |           |                              |                                            |                      |                                       |                 |                                          |
| 107 | 12        | Nachricht von Arianna        | Dear Dad…                                  | 15. Jan. 2010        | 22. Sep. 2010                         | Aaron Lipstadt  | Geoff Geib                               |
| Vor Jahren als Devalos als Strafverteidiger tätig war, torpedierte er seinen eigenen Fall, um einen mehrfachen Vergewaltiger ins Gefängnis zu bringen. Nachdem dieser Geheimnisse eines Mithäftlings für seine Freiheit verkauft hat, plant er Devalos' Leben zu zerstören.                          |           |                              |                                            |                      |                                       |                 |                                          |
| 108 | 13        | Die Blumen der Bösen         | Psych                                      | 29. Jan. 2010        | 29. Sep. 2010                         | Vincent Misiano | Diane Ademu-John & Robert Doherty        |
| Ein katatonisches Mädchen flüchtet aus einer psychiatrischen Anstalt. Außerdem hat ihre Zimmergenossin den Mord an ihren Eltern zugegeben, obwohl sie ihn laut Allisons Traum gar nicht begangen hat.                                                                                                |           |                              |                                            |                      |                                       |                 |                                          |
| 109 | 14        | Der unfassbare Fred          | Will the Real Fred Rovick Please Stand Up? | 5. Feb. 2010         | 29. Sep. 2010                         | Larry Reibman   | Craig Sweeny & Robert Doherty            |
| Für Allison hat Joe morgens ein komplett anderes Gesicht, genauso wie die fast die Hälfte aller Personen. Unterdessen arbeitet Ariel als Babysitter und führt einen Klein-Krieg gegen den imaginären Freund ihres Schützlings.                                                                       |           |                              |                                            |                      |                                       |                 |                                          |
| 110 | 15        | Das Ende der Angst           | How to Beat a Bad Guy                      | 5. März 2010         | 6. Okt. 2010                          | Larry Teng      | Michael Narducci                         |
| Im Krankenhaus trifft Allison eine Frau, die, nachdem sie vergewaltigt wurde, mit Selbstverteidigung begann. Doch der vermeintliche Täter, von dem Allison träumt, stellt sich als Undercover-Cop heraus.                                                                                            |           |                              |                                            |                      |                                       |                 |                                          |
| 111 | 16        | Allisons Hochzeit            | Allison Got Married                        | 12. März 2010        | 6. Okt. 2010                          | David Paymer    | Heather Mitchell                         |
| In den Tagen vor ihrer Hochzeit hat Allison Visionen in denen ein vermisstes Mädchen getötet wird. Später träumt sie davon, wie einer Unbekannten (Ariel) das gleiche von einem entfernten Cousin Joe's angetan wird.                                                                                |           |                              |                                            |                      |                                       |                 |                                          |
| 112 | 17        | Blutgruppe A – Teil 1        | There Will Be Blood…Type A (1)             | 2. Apr. 2010         | 13. Okt. 2010                         | Arlene Sanford  | Jordan Rosenberg                         |
| Allison, Ariel und Bridgette träumen alle von demselben Mädchen. Sie besucht sie in ihren (eigentlich schönen) Träumen und tötet sich darin selbst. Währenddessen tötet jemand ganze Familien und nimmt deren Blut mit.                                                                              |           |                              |                                            |                      |                                       |                 |                                          |
| 113 | 18        | Blutgruppe B – Teil 2        | There Will Be Blood…Type B (2)             | 9. Apr. 2010         | 13. Okt. 2010                         | Peter Werner    | Steve Lichtman                           |
| Das Mädchen Jennifer sieht weiterhin in ihren Träumen durch die Augen des Täters. In einem silbernen Ballon spiegelt sich sogar sein Gesicht. |           |                              |                                            |                      |                                       |                 |                                          |
| 114 | 19        | Alarm aktiviert              | Sal                                        | 30. Apr. 2010        | 20. Okt. 2010                         | Craig Sweeny    | Craig Sweeny & Doug Magnuson             |
| Weil es in der Nachbarschaft zu einem Raubmord kam, kaufen die Dubois eine Alarmanlage. Auf einmal beginnt diese zu sprechen und bittet Marie einige Dinge zu erledigen. |           |                              |                                            |                      |                                       |                 |                                          |
| 115 | 20        | Amnesie                      | Time Keeps on Slippin                      | 7. Mai 2010          | 20. Okt. 2010                         | Miguel Sandoval | Heather Mitchell & Robert Doherty        |
| Ariel überspringt immer wieder Zeitabschnitte. Zuerst nur wenige Stunden, dann mehrere Jahre. Auf einmal ist sie verheiratet und hat eine Tochter. |           |                              |                                            |                      |                                       |                 |                                          |
| 116 | 21        | Totes Fleisch                | Dead Meat                                  | 14. Mai 2010         | 27. Okt. 2010                         | Arlene Sanford  | Michael Narducci & Robert Doherty        |
| Allison träumt von einem sprechenden Schwein. Das Tier konnte mit ansehen wie eine Tierschützerin getötet wurde. |           |                              |                                            |                      |                                       |                 |                                          |
| 117 | 22        | Ein traumhafter Tod          | It's a Wonderful Death                     | 21. Mai 2010         | 27. Okt. 2010                         | Aaron Lipstadt  | Craig Sweeny, Shaun Kasser & Samir Mehta |
| Allison stirbt an den Resten des Tumors den man ihr entfernt hat. Sie beschließt (über Ariel) die Arbeit für den Staatsanwalt fortzusetzen. |           |                              |                                            |                      |                                       |                 |                                          |

## Staffel 7
Die Erstausstrahlung der siebten Staffel war vom 24. September 2010 bis zum 21. Januar 2011 auf dem US-amerikanischen Sender CBS zu sehen. Die deutschsprachige Erstausstrahlung wurde vom 22. Juni bis zum 14. September 2011 auf dem deutschen Pay-TV-Sender FOX ausgestrahlt, wobei aufgrund eines technischen Problems die Ausstrahlung mit der zweiten Folge begonnen wurde.
| Nr. (ges.) | Nr. (St.) | Deutscher Titel           | Originaltitel                   | Erstausstrahlung USA | Deutschsprachige Erstausstrahlung (D) | Regie           | Drehbuch                                             |
| --- | --------- | ------------------------- | ------------------------------- | -------------------- | ------------------------------------- | --------------- | ---------------------------------------------------- |
| 118 | 1         | Körpertausch              | Bring Your Daughter to Work Day | 24. Sep. 2010        | 29. Juni 2011                         | Aaron Lipstadt  | Michael Narducci                                     |
| Nachdem Allison und ihre Tochter vor dem Fernseher eingeschlafen sind, wachen sie im Körper des jeweils anderen auf. Am nächsten Tag kann Bridget ihre Neugier nicht zügeln, als Devalos anruft. |           |                           |                                 |                      |                                       |                 |                                                      |
| 119 | 2         | Rendezvous für Mörder     | The Match Game                  | 1. Okt. 2010         | 22. Juni 2011                         | Larry Teng      | Denise Thé                                           |
| Als Allison einen Tatort erreicht, schwebt vor jedermann's Stirn ein Symbol. Sie erkennt, dass zwei Personen die zusammenpassen, das gleiche Symbol haben. Doch als sie Amor spielen möchte, endet das nicht so wie sie es erwartet hat. |           |                           |                                 |                      |                                       |                 |                                                      |
| 120 | 3         | Foulspiel im Jenseits     | Means and Ends                  | 8. Okt. 2010         | 6. Juli 2011                          | Aaron Lipstadt  | Tim Talbott                                          |
| Lee stellt ein untypisches gewalttätiges Verhalten zur schau, weil er vom Geist seines toten Bruders Paul manipuliert wird. Ariel bekommt währenddessen Anrufe von einem toten Mädchen. |           |                           |                                 |                      |                                       |                 |                                                      |
| 121 | 4         | Tote schlafen nie         | How to Kill a Good Guy          | 15. Okt. 2010        | 13. Juli 2011                         | Larry Teng      | Geoffrey Geib                                        |
| Weil er Allison's Traum, in dem sein Bruder einen Mord begeht, nicht glauben kann, beginnt Lee mit Ermittlungen in einem anderen Bezirk. Während ihrer Vorbereitungen zur Uni bekommt Ariel besuch von ihrem toten Großvater. |           |                           |                                 |                      |                                       |                 |                                                      |
| 122 | 5         | Handschlag des Todes      | Talk to the Hand                | 22. Okt. 2010        | 20. Juli 2011                         | Colin Bucksey   | Robert Doherty & Craig Sweeny                        |
| Wegen eines Küchenunfalls bekommt Allison ein Hauttransplantat an ihrer linken Hand. Schon kurz darauf beginnt diese Hand ein Eigenleben zu führen. |           |                           |                                 |                      |                                       |                 |                                                      |
| 123 | 6         | Punkt 9.18 Uhr            | Where Were You When…?           | 29. Okt. 2010        | 27. Juli 2011                         | Peter Werner    | Jordan Rosenberg                                     |
| Allison weiß, dass um 9.18 Uhr die Erde beben wird. Wenn sie jemanden berührt, sieht sie, an welchem Ort sich diese Person dann befindet. Jetzt stellt sich nur noch die Frage, an welchem Tag es um 9:18 Uhr passieren wird. |           |                           |                                 |                      |                                       |                 |                                                      |
| 124 | 7         | Tödlicher Sprachfehler    | Native Tongue                   | 5. Nov. 2010         | 3. Aug. 2011                          | Aaron Lipstadt  | Arika Lisanne Mittman                                |
| Nach einem Traum über einen explodierten Wohnwagen, versteht Allison nur noch die alte Sprache der Navaho-Indianer, alles andere klingt für sie nach Kauderwelsch. |           |                           |                                 |                      |                                       |                 |                                                      |
| 125 | 8         | Mord im Feuer             | Smoke Damage                    | 12. Nov. 2010        | 10. Aug. 2011                         | Vincent Misiano | Corey Reed & Travis Donnelly                         |
| Allison träumt von einem Mädchen dessen Schlafzimmer brennt. Parallel verhandelt Devalos einen Fall um einen Drogenhändler, der auch bei einem Brand ums Leben kommt. Außerdem überlegt Devalos, ob er als Bürgermeister kandidieren soll. |           |                           |                                 |                      |                                       |                 |                                                      |
| 126 | 9         | Mord in der Nachbarschaft | The People in Your Neighborhood | 19. Nov. 2010        | 17. Aug. 2011                         | Peter Werner    | Arika Lisanne Mittman, Jordan Rosenberg & Denise Thé |
| Ein Sexualstraftäter zieht in die Nachbarschaft ein. Nach anfänglichen Zweifeln weiß Allison, dass der Mann unschuldig ist, allerdings verschwindet dann ein 16-jähriges Mädchen und der Verdacht fällt sofort wieder auf ihn. Außerdem streiten sich Joe und Allison, weil beide gerne wieder studieren würden.                                                                                             |           |                           |                                 |                      |                                       |                 |                                                      |
| 127 | 10        | Blut auf den Gleisen      | Blood on the Tracks             | 3. Dez. 2010         | 24. Aug. 2011                         | Aaron Lipstadt  | Geoff Geib                                           |
| Joes Mutter erfährt, dass sie unheilbaren Krebs im 4. Stadium hat. Erst wollte sie ihrem Sohn nichts sagen, aber Allison möchte, dass er zu ihr ins Krankenhaus fährt und er erfährt es dort. Die Polizei findet zwischenzeitlich einen toten Mann auf den Bahngleisen, der scheinbar von einem Obdachlosen ermordet wurde.                                                                                  |           |                           |                                 |                      |                                       |                 |                                                      |
| 128 | 11        | Herzhandel                | Only Half Lucky                 | 7. Jan. 2011         | 31. Aug. 2011                         | Larry Reibman   | Corey Reed & Travis Donnelly                         |
| Michael, Allisons Bruder, ist in Phoenix. Er arbeitet erfolgreich als Pharmavertreter, allerdings sieht Allison, dass er sich seinen Körper mit einem Geist teilt, der ihm hilft, erfolgreich zu sein. Dieser Geist, wollte ein weiteres Buch veröffentlichen und braucht deswegen den Körper von Michael. Devalos zieht weiterhin in den Wahlkampf um das Bürgermeisteramt, dabei hilft ihm Bridgette.      |           |                           |                                 |                      |                                       |                 |                                                      |
| 129 | 12        | Müttermorde               | Labor Pains                     | 14. Jan. 2011        | 7. Sep. 2011                          | Miguel Sandoval | Tim Talbott                                          |
| Allison wird bei der Arbeit von einem Mann angesprochen, der gerne Hilfe für die Suche nach seiner Frau möchte. Allison weist ihn ab, da sie nicht auf Knopfdruck träumen kann. Sie hat ein Vorstellungsgespräch für ihr Jurastudium und muss dazu nach Denver. Am Flughafen wird sie von dem Mann entführt und gezwungen von seiner Frau zu träumen. Marie hat Lernprobleme und muss zum Kinderpsychologen. |           |                           |                                 |                      |                                       |                 |                                                      |
| 130 | 13        | Ohne Dich                 | Me Without You                  | 21. Jan. 2011        | 14. Sep. 2011                         | Peter Werner    | Craig Sweeny, Robert Doherty & Glenn Gordon Caron    |
| Joe stirbt bei einem Geschäftsflug nach Hawaii, denn sein Flugzeug stürzt ab. Es kommt ein Zeitsprung und man sieht, dass Allison eine erfolgreiche Anwältin geworden ist und sie gerade einen Fall von einem Kriminellen aus Mexiko behandelt. Plötzlich hat sie Visionen von Joe und sieht, dass er mit Gedächtnisverlust weiter lebt.                                                                     |           |                           |                                 |                      |                                       |                 |                                                      |